# AVS-36

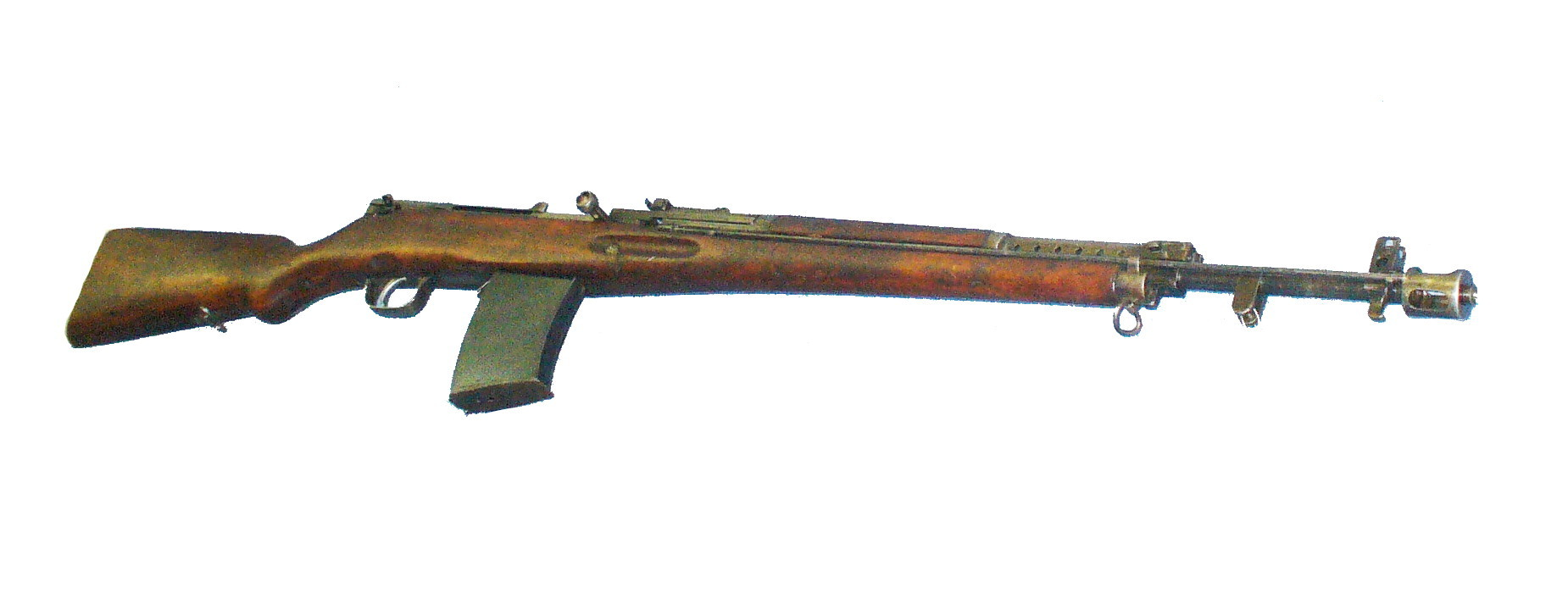
AVS-36 con caricatore.

L'AVS-36 (dal russo Avtomaticheskaya Vintovka Simonova model 1936; Автоматическая винтовка Симонова образца 1936 года) fu un fucile automatico sovietico in servizio nei primi anni della Seconda guerra mondiale. Fu una delle prime armi a fuoco selettivo adottata da un esercito.

## Storia
Il progettista, Sergei Gavrilovich Simonov, cominciò a lavorare al progetto nel 1930. Nel 1931 il primo prototipo era pronto e siccome si mostrò promettente, tre anni dopo si tenne una dimostrazione di un modello pressoché definitivo.
Nel 1935 l'arma entrò in competizione con un progetto di Fëdor Tokarev. Il fucile di Simonov uscì vincitore dalla sfida e fu adottato con la denominazione ufficiale di AVS-36.
L'arma si mostrò in pubblico per la prima volta nel 1938, nelle mani della prima divisione fucilieri a Mosca. Gli americani seppero dell'arma solo nel 1942, quando comparve per la prima volta analizzata in un articolo di John Garrett Underhill Jr. sull'Infantry Journal.

## Design
L'arma era azionata gas tramite un pistone a corsa corta. Poteva garantire sia fuoco automatico che semiautomatico. La canna presentava un freno di bocca di considerevoli dimensioni per ridurre il rinculo. L'arma era alimentata da un caricatore amovibile da 15 colpi e presentava un attacco per la baionetta. Vennero prodotte anche alcune versioni di precisione con mirini PE.

## In servizio
Una volta in azione, l'arma mostrò tutti i suoi difetti. Le meccaniche erano estremamente complesse non era facilitate dalla produzione approssimativa che lasciava lo sporco e gli scarti di lavorazione all'interno delle armi. Il freno di bocca si rivelò un totale fallimento, in quanto non era in grado di ridurre minimamente il violento rinculo dell'arma, incontrollabile durante il fuoco automatico. Altri problemi provenivano dal caricatore, troppo lungo per risultare affidabile. La produzione in massa dell'AVS-36 terminò subito nel 1938 (anche se altri fucili furono forniti negli anni seguenti, fino alla cessazione definitiva di produzione del 1940) e fu bandito un nuovo concorso per una nuova arma, concorso a cui sia Tokarev che Simonov presentarono le loro nuove armi.
Nel 1938 venne adottato in servizio il nuovo SVT-38. La disputa su quale fucile (quello di Tokarev o quello di Simonov) fosse migliore proseguì a lungo anche dopo l'adozione del fucile di Tokarev. Il fucile di Simonov era sicuramente più leggero e composto di meno parti, ma il fucile di Tokarev era molto più robusto (il fucile di Simonov presentò frequenti casi di rottura del percussore). Stalin si schierò alla fine con Tokarev, con cui intratteneva anche rapporti di simpatia. Il 17 giugno 1939, iniziò ufficialmente la produzione di massa del nuovo SVT-38.

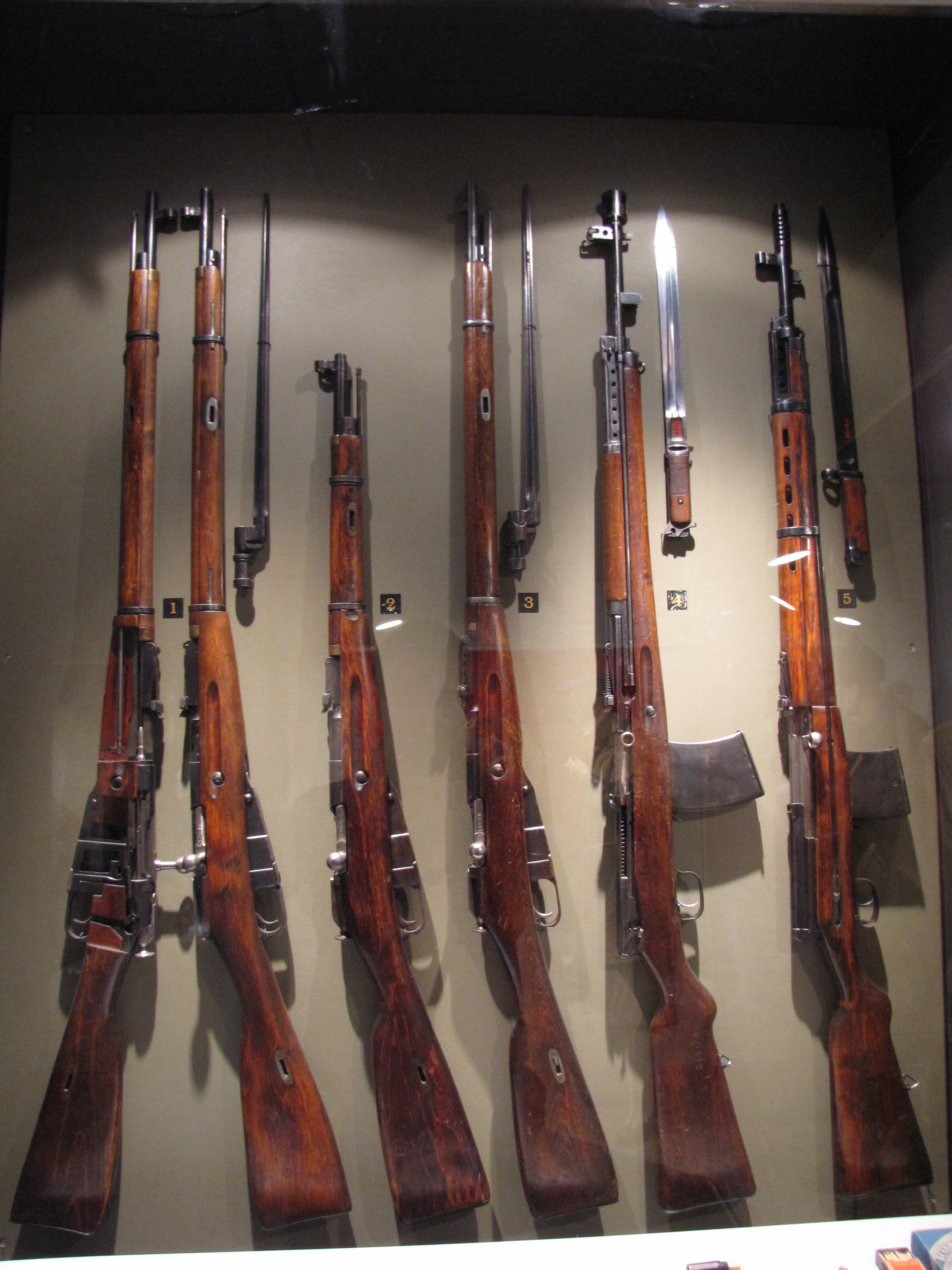
I fucile dell’Armata Rossa durante la Seconda guerra mondiale. Da sinistra: M/91-30, M/38, M/91 Dragoon, AVS-36 e SVT-38.

I rapporti di produzione sovietici riportano per l'AVS-36 106 esemplari nel 1934, 286 nel 1935, 10.281 nel 1937 e 24.401 nel 1938 con un totale di circa 65.800 fucili prodotti fino al 1940 (per alcuni anni, i registri non riportano le cifre esatte di produzione).
Il fucile vide servizio nella battaglia di Halhin Gol e, in seguito, durante la Guerra d’inverno, ma, come già detto, si rivelò altamente inaffidabile. Molti dei problemi erano dovuti anche alla scarsa manutenzione; molti fucili, infatti, venivano utilizzati senza che il grasso apposto in produzione fosse stato rimosso, per cui le basse temperature lo congelavano all'interno, bloccando i meccanismi dell'arma e causando situazioni potenzialmente pericolose. Circa 300 esemplari caddero nelle mani dei finlandesi, che li usarono contro i loro stessi padroni.
In Unione Sovietica il fucile rimase al fianco del nuovo SVT-38 ma sempre con ruoli marginali, fino al completo ritiro nel 1941.
Al giorno d'oggi il fucile è un pezzo ricercato dai collezionisti e la maggior parte dei modelli ancora esistenti si trova in Finlandia.
Lo stesso Simonov avrebbe in seguito progettato il fucile anticarro PTRS-41 e la carabina SKS, entrambi basati sul funzionamento dell'AVS-36.